# Vanessa-Mae

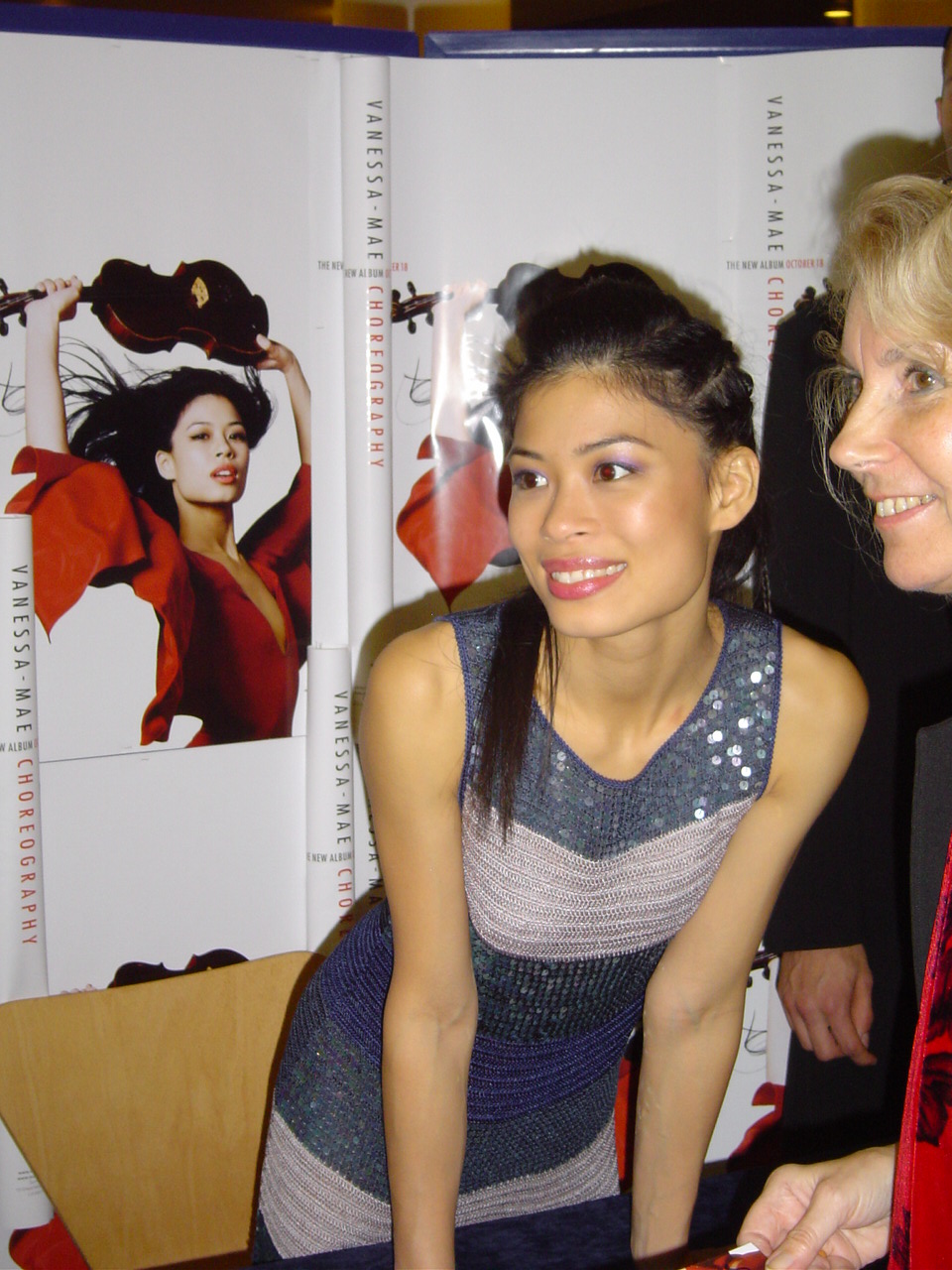
Vanessa Mae

Vanessa Mae, Vanessa-Mae Vanakorn Nicholson, född 27 oktober 1978 i Singapore, är en internationellt uppmärksammad violinist och även alpin skidåkare. Hon har bland annat gjort musik som kombinerar klassisk fiolmusik och eurodance.
Hon har även under många år ägnat sig åt alpin skidåkning och deltagit i ett flertal tävlingar internationellt. Vid vinter-OS 2014 tävlade hon i alpint för Thailand under sitt thailändska fädernesnamn Vanessa Vanakorn och slutade på 67:e plats i storslalom.
Asteroiden 10313 Vanessa-Mae är uppkallad efter henne.